# 放送30周年記念 ETERNAL EDITION PREMIUM 銀河鉄道999 GALAXY CD-BOX
『放送30周年記念 ETERNAL EDITION PREMIUM 銀河鉄道999 GALAXY CD-BOX』（ほうそうさんじゅうしゅうねんきねん エターナル・エディション・プレミアム ぎんがてつどうスリーナイン ギャラクシー・シーディー・ボックス）は、コロムビアミュージックエンタテインメントが、2008年9月9日に発売したCD-BOXである（品番：COCX-35145-53）。
なお、本項では同日発売の『放送30周年記念 銀河鉄道999 Song Collection』についても、併せて解説する。

## 銀河鉄道999 GALAXY CD-BOX
松本零士原作のTVアニメ『銀河鉄道999』放送30周年を記念して発売されたCD-BOX。過去に発売されたTVアニメ版、劇場版1・2作、ライブ版の主題歌、挿入歌、サウンドトラック等が収録されたLP・EPをCDサイズで復刻したものである。また9月9日発売、9枚組、価格は19,999円、999個完全限定生産とあらゆる箇所で「9」にこだわったものになっている。特典には、作者である松本零士の直筆署名入りの銀河鉄道無期限定期券（地球⇔アンドロメダ）が封入された。

### 収録曲

#### DISC-1
組曲 銀河鉄道999（旧LP:CQ-7014）
- 01.序曲-出発（たびだち）（きらめく銀河〜アンドロメダへ）
- 02.慕情母の面影〜青い地球）
- 03.挑戦（襲撃〜怒り〜苦悩）
- 04.不思議な星（未知への誘い）

- 05.流浪（さすらい）（悲しみの旅路）
- 06.冒険（孤独〜追跡）
- 07.出会い（宇宙の盗賊たち）
- 08.終曲-永遠（とわ）の祈り（望郷〜目覚め〜祈り）

#### DISC-2
銀河鉄道999 主題歌・挿入歌集（旧LP:CS-7096）
- 01.銀河鉄道999
- 02.ぼくの行く道
- 03.夢のスリーナイン号
- 04.ふ・る・さ・と
- 05.目をとじて

- 06.銀河哀歌（エレジー）
- 07.人生の停車駅
- 08.ぼくのメーテル
- 09.鉄郎の子守唄
- 10.青い地球

#### DISC-3
交響詩 銀河鉄道999（旧LP:CQ-7025）
- 01.序曲-メインテーマ
- 02.’鉄郎, 勇気ある少年
- 03.惜別そして未知への憧れ
- 04.'テイキング・オフ!, 銀河の彼方へ
- 05.氷の中のレクイエム
- 06.可憐な少女 ガラスのクレア
- 07.時間城へ

- 08.愛の目覚め
- 09.心の詩とアルカディア号
- 10.惑星メーテル
- 11.銀河に散ったクレア…涙
- 12.終曲-別離、そして新たなる出発（たびだち）

#### DISC-4
交響詩 さよなら銀河鉄道999 完全収録盤映画オリジナルサウンドトラック1（旧LP:CB-7114）
- 01.序曲〜バルチサンの戦士たち〜
- 02.若者に未来を託して
- 03.メインテーマ〜新しい旅へ〜
- 04.謎の幽霊列車
- 05.車中にて〜LOVE LIGHT〜

- 06.メーテルの故郷、ラーメタル
- 07.再会〜LOVE THEME〜
- 08.黒騎士ファウスト
- 09.過去の時間への旅

#### DISC-5
交響詩 さよなら銀河鉄道999 完全収録盤映画オリジナルサウンドトラック2（旧LP:CB-7115）
- 01.青春の幻影
- 02.大宇宙の涯へ〜光と影のオブジェ〜
- 03.惑星大アドロメダ
- 04.生命の火
- 05.崩壊する大寺院

- 06.サイレンの魔女
- 07.黒騎士の対決
- 08.戦士の血
- 09.終曲〜戦いの歌〜
- 10.さよなら銀河鉄道999〜SAYONARA〜

#### DISC-6
DIGITAL TRIP さよなら銀河鉄道999 シンセサイザー・ファンタジー（CX-7042）
- 01.Trip to the Unknown　未知への旅
- 02.Mysterious Larmetal　幽玄なるラーメタル
- 03.Doom's Day　最後の審判
- 04.Dream　青春の幻影

- 05.Waves of Light　光と影のオブジェ
- 06.La Femme Fatale　運命の女
- 07.The Promised Land　約束の地
- 08.SAYONARA　サヨナラ

#### DISC-7 銀河鉄道999 Single Collection
テレビ漫画「銀河鉄道999」から（旧EP:SCS-433）
- 01.銀河鉄道999
- 02.青い地球

テレビ漫画「銀河鉄道999」挿入歌（旧EP:CK-565）
- 03.想い出なみだ色
- 04.レリューズのテーマ

テレビアニメスペシャル「銀河鉄道999」から（旧EP:CK-572）
- 05.遥かな母への讃歌
- 06.あこがれへの旅

東映映画「銀河鉄道999」主題歌（旧EP:CK-537）
- 07.銀河鉄道999〔THE GALAXY EXPRESS 999〕
- 08.テイキング・オフ!〔TAKING OFF!〕

東映映画「銀河鉄道999」から オリジナル・サウンドトラック盤（旧EP:CK-539）
- 09.やさしくしないで
- 10.惑星メーテルのテーマ

東映映画「さよなら銀河鉄道999-アンドロメダ終着駅-」主題歌（旧EP:CH-101）
- 11.SAYONARA
- 12.LOVE LIGHT

東映映画「さよなら銀河鉄道999-アンドロメダ終着駅-」日本語盤（旧EP:CH-103）から 
- 13.さよなら　SAYONARA

テレビまんがアクションシリーズ テレビ漫画「銀河鉄道999」（旧EP:CH-81）
- 14.銀河鉄道999
- 15.青い地球
- 16.組曲「銀河鉄道999」から永遠の祈り（望郷〜目覚め〜祈り）

ゴダイゴ・ヒット・スペシャル（旧LP:CBY-8004）から
- 17.THE GALAXY EXPRESS 999

アニメカラオケシリーズ 東映映画「銀河鉄道999」から（旧LP:CK-545）
- 18.銀河鉄道999〔THE GALAXY EXPRESS 999〕〈オリジナル・カラオケ〉
- 19.テイキング・オフ!〔TAKING OFF!〕〈オリジナル・カラオケ〉

#### DISC-8
GALAXY EXPRESS 999（旧LP:CZ-7022）
- 01.DEPARTURE　旅立ち
- 02.AT MARS　火星で
- 03.COMET STATION　彗星駅
- 04.AT RIUSE'S HOUSE　リューズの家で

- 05.THE SHAPE-CHANGING PLANET, NURUUBA　不定形惑星ヌルーバ
- 06.“FIREFLY MARIKO” TO ANDROMEDA　「真理子の蛍」からアンドロメダ
- 07.GALAXY EXPRESS 999　銀河鉄道999

銀河鉄道999=想い出の名場面&BGM=総編集から オリジナル・BGM・コレクション（旧LP:CW-7250/SIDE-B）
- 08.過ぎ去りし時間（とき）
  - 01.過ぎ去らぬ過去
  - 02.過ぎ去らぬ想い
- 09.旅のいざない
  - 01.旅の期待
  - 02.HAPPY-DREAM
- 10.暗躍する悪しき者たち
  - 01.さけざん
  - 02.暗躍する悪しき者

- 11.闇の誘惑
  - 01.せまりくる闇
  - 02.暗闇を逝く
  - 03.闇の徘徊
  - 04.闇の誘拐
- 12.戦い、そして再び
  - 01.機械化人間の襲撃
  - 02.こみあげる怒り
  - 03.向かいあう敵
  - 04.崩壊する惑星
  - 05.新しい旅へ

- 13.たそがれの想い
  - 01.メーテルの愛
  - 02.たそがれの想い
- 14.わかれの夢
  - 01.琥珀の夢
  - 02.宇宙（そら）のララバイ

#### DISC-9
銀河鉄道999 in SKD・ライヴ（旧LP:CQ-7044）
- 01.プロローグ
- 02.メガロポリスステーション
- 03.銀河鉄道999出発〜車中
- 04.タイタン星
- 05.冥王星

- 06.車中
- 07.トレーダー分岐点
- 08.機械伯爵惑星内部
- 09.機械帝国
- 10.エピローグ

## 銀河鉄道999 Song Collection
『放送30周年記念 銀河鉄道999 Song Collection』（ほうそうさんじゅうしゅうねんきねん ぎんがてつどうスリーナイン ソング・コレクション）は、日本コロムビアより、GALAXY CD-BOXと同日の2008年9月9日に発売したCDアルバム（品番：COCX-35154）。過去に発売されたTVアニメ版、劇場版1・2作の主題歌、挿入歌、サウンドトラック等が収録されたLP・EPをCDサイズで復刻したものである。
曲目、収録順はGALAXY CD-BOXのDISC-7と同じ。

## HQCD版
2010年2月24日に、CD-BOXに収められたCDのうち、『組曲 銀河鉄道999（COCX-36074）』『銀河鉄道999 主題歌・挿入歌集（COCX-36075）』『交響詩 銀河鉄道999（COCX-36076）』『交響詩 さよなら銀河鉄道999 完全収録盤映画オリジナルサウンドトラック1（COCX-36077）』『交響詩 さよなら銀河鉄道999 完全収録盤映画オリジナルサウンドトラック2（COCX-36078）』『DIGITAL TRIP さよなら銀河鉄道999 シンセサイザー・ファンタジー（COCX-36079）』6タイトルがHi Quality CDとして再度復刻された。